# 卡維爾國家公園
34°38′05″N 52°26′00″E / 34.6347°N 52.4333°E

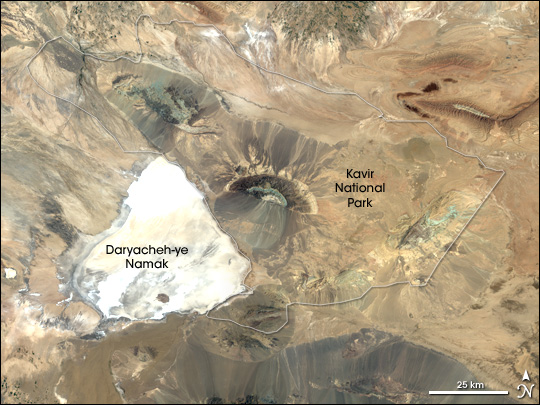

卡維爾國家公園是伊朗的國家公園，位於該國北部塞姆南省，處於首都德黑蘭以南120公里、庫姆以東100公里，成立於1982年，面積4,000平方公里，有家山羊、綿羊、條紋鬣狗、伊朗狼、瞪羚、亞洲獵豹等野生動物棲息。